# Radeon HD 2000
A unidade de processamento gráfico (GPU) de codinome Radeon R600 é a base da série Radeon HD 2000 e das placas de vídeo da série FireGL 2007 desenvolvidas pela ATI Technologies. As placas HD 2000 competiam com a série GeForce 8 da nVidia.

## Arquitetura
Este artigo é sobre todos os produtos sob a marca "Radeon HD 2000 Series". Todos eles contêm uma GPU que implementa o TeraScale 1, a primeira microarquitetura Unified shader model da ATI para PCs.

### Aceleração de vídeo
O núcleo SIP do decodificador de vídeo unificado (UVD) está on-die no HD 2400 e no HD 2600. As matrizes de GPU HD 2900 não possuem um núcleo UVD, pois seus processadores de fluxo eram poderosos o suficiente para lidar com a maioria das etapas de aceleração de vídeo em seu lugar, exceto para decodificação de entropia e processamento de fluxo de bits, que são deixados para a CPU executar.

### Outras características
O suporte à codificação HDTV é implementado por meio do codificador AMD Xilleon integrado; o chip companheiro Rage Theater usado na série Radeon X1000 foi substituído pelo chip digital Theater 200, fornecendo recursos VIVO.
Para saídas de exibição, todas as variantes incluem dois transmissores TMDS de link duplo, exceto para HD 2400 e HD 3400, que incluem um transmissor TMDS de link único e um de link duplo. Cada saída DVI inclui codificador HDCP de link duplo com chave de decifração no chip. HDMI foi introduzido, suportando resoluções de tela de até 1.920 × 1.080, com controlador de áudio HD integrado com LPCM de 5.1 canais e suporte de codificação AC3. O áudio é transmitido via porta DVI, com dongle DVI para HDMI especialmente projetado para saída HDMI que transporta áudio e vídeo.
Todas as variantes suportam a tecnologia CrossFireX. A eficiência do CrossFire foi aprimorada e mostra desempenho próximo ao máximo teórico de duas vezes o desempenho de um único cartão.

## Produtos de desktop
A família R600 é chamada de série Radeon HD 2000, com o segmento entusiasta sendo a série Radeon HD 2900 que originalmente compreendia a Radeon HD 2900 XT com memória GDDR3 lançada em 14 de maio e a versão GDDR4 com maior freqüência no início de julho.
Os produtos do segmento mainstream e econômico foram as séries Radeon HD 2600 e Radeon HD 2400, respectivamente, ambas lançadas em 28 de junho de 2007.
Anteriormente, não havia produtos da série HD 2000 sendo oferecidos no segmento de desempenho, enquanto a ATI usava modelos da geração anterior para atender a esse mercado-alvo; essa situação não mudou até o lançamento das variantes da série Radeon HD 2900, Radeon HD 2900 Pro e GT, que preencheram a lacuna do mercado de desempenho por um curto período de tempo.

### Radeon HD 2400

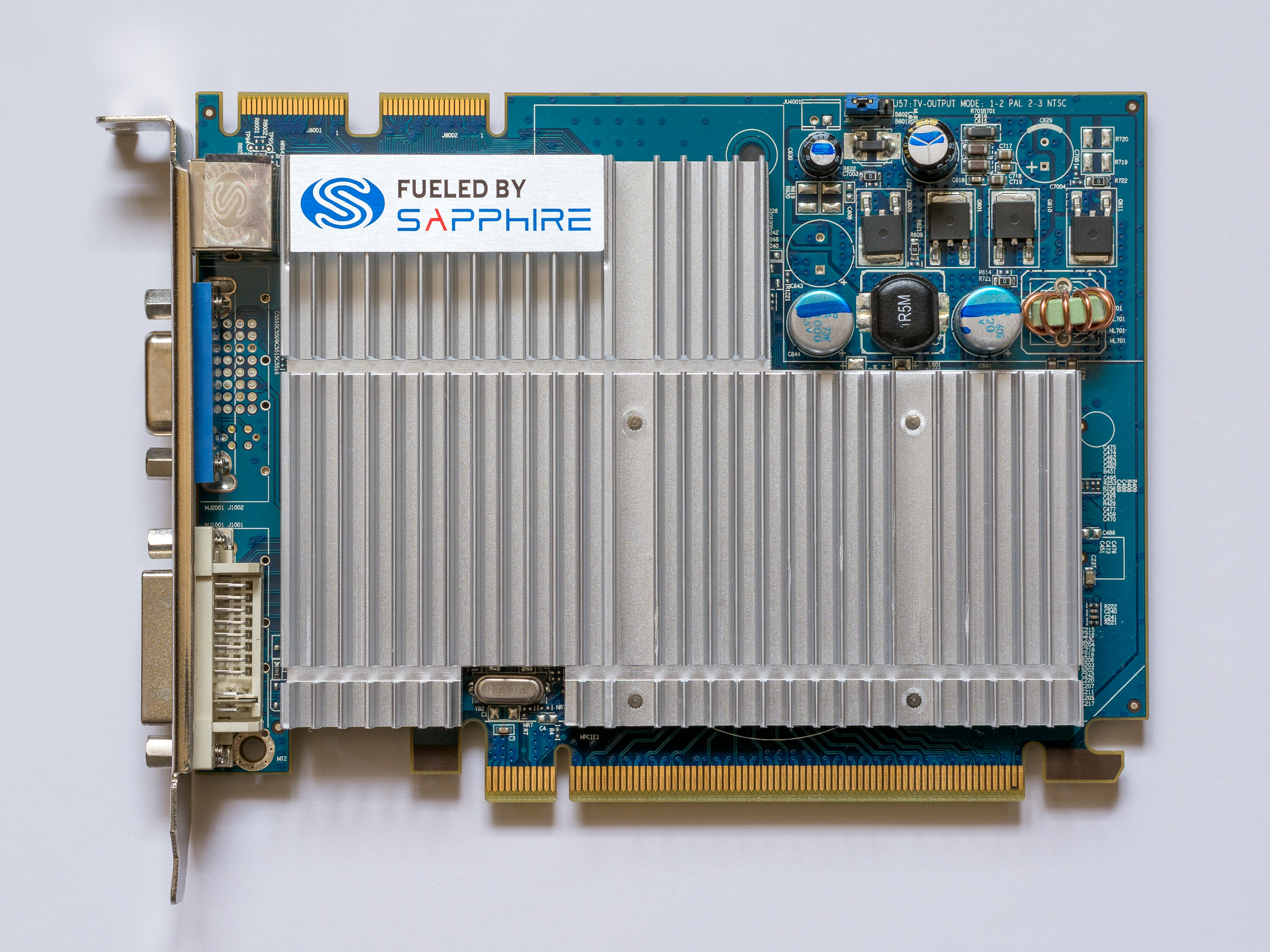
ATI Radeon HD 2400 XT

A série Radeon HD 2400 foi baseada na GPU de codinome RV610. Ele tinha 180 milhões de transistores em um processo de fabricação de 65 nm. A série Radeon HD 2400 usava um barramento de memória de 64 bits. O tamanho da matriz é de 85 mm2. O design oficial do PCB implementa apenas um dissipador de calor de resfriamento passivo em vez de um ventilador, e as declarações oficiais de consumo de energia são de apenas 35 W.[carece de fontes?] O núcleo tem 16 kiB de cache unificado de vértice/textura longe do vértice dedicado cache e cache de textura L1/L2 usados em modelos de ponta.
Relata-se que o primeiro lote do núcleo RV610 (revisão de silício A12), sendo liberado apenas para construtores de sistemas, tem um bug que impedia o UVD de funcionar corretamente, mas outras partes da matriz funcionavam normalmente. Esses produtos foram oficialmente suportados com o lançamento do driver Catalyst 7.10, cujas placas foram nomeadas como série Radeon HD 2350.
Vários relatórios de proprietários de HD 2400 Pro sugerem que a placa não suporta totalmente a decodificação de hardware para todos os vídeos H.264/VC-1. O driver de dispositivo, mesmo com a versão estável mais recente, parece honrar apenas a decodificação de hardware para formatos especificados nas especificações de Blu-ray e HD-DVD. Como resultado dessa restrição, o cartão não é considerado muito útil para decodificação de vídeo em hardware, pois a maioria dos vídeos H.264/VC-1 na rede não são codificados nesses formatos (mesmo que o próprio hardware seja totalmente capaz de fazendo tal trabalho de decodificação). Esta restrição de driver de dispositivo levou ao desenvolvimento de um patch de driver de terceiros, "ExDeus ATI HD Registry Tweak", para desbloquear o potencial do HD 2400 Pro para suporte total de decodificação de vídeo de hardware H.264/VC-1.

### Radeon HD 2600
A série Radeon HD 2600 foi baseada na GPU de codinome RV630 e empacotou 390 milhões de transistores em um processo de fabricação de 65 nm. As placas de vídeo da série Radeon HD 2600 incluíam suporte a GDDR3, um barramento de anel de memória de 128 bits e PWM digital de 4 fases, abrangendo um tamanho de matriz de 153 mm2. Nenhum dos designs PCI-E de referência GDDR3 exigia conectores de alimentação adicionais, enquanto as variantes HD 2600 Pro e XT AGP exigiam alimentação adicional por meio de conectores de alimentação de 4 pinos ou 6 pinos, Alegações oficiais afirmam que a Radeon HD série 2600 consome apenas 45W de potência.[carece de fontes?]

#### Radeon HD 2600 X2
A Radeon HD 2600 X2 é um produto dual-GPU que inclui 2 matrizes RV630 em um único PCB com uma ponte PCI-E dividindo a largura de banda PCI-E ×16 em dois grupos de pistas PCI-E ×8 (cada 2,0 Gbit/s). A placa fornece 4 saídas DVI ou saídas HDMI via dongle e suporta configurações CrossFire. A AMD chama este produto de Radeon HD 2600 X2 conforme visto por alguns fornecedores e conforme observado dentro do arquivo INF do Catalyst 7.9 versão 8.411. A Sapphire e outros fornecedores, incluindo PowerColor e GeCube, anunciaram ou demonstraram seus respectivos produtos de GPU dupla (conectados por fogo cruzado). O Catalyst 7.9 adicionou suporte para este hardware em setembro de 2007. No entanto, a AMD não forneceu muita publicidade para promovê-lo. Um fornecedor pode oferecer placas contendo 256 MiB, 512 MiB ou 1 GiB de memória de vídeo. Embora a tecnologia de memória utilizada esteja a critério do fornecedor, a maioria dos fornecedores optou por GDDR3 e DDR2 devido ao menor custo de fabricação e posicionamento deste produto para o segmento de mercado mainstream em vez de desempenho e também um grande sucesso.

### Radeon HD 2900
A série Radeon HD 2900 foi baseada na GPU de codinome R600 e foi lançada em 14 de maio de 2007. A R600 continha 700 milhões de transistores em um processo de fabricação de 80 nm e tinha um tamanho de matriz de 420 mm2. A Radeon HD 2900 XT foi lançada com 320 processadores Stream e um clock de 743 MHz. O modelo inicial foi lançado com 512 MB de GDDR3 com clock de 828 MHz (1.656 MHz efetivos) com uma interface de 512 bits. Alguns meses após o lançamento, a ATI lançou o modelo GDDR4 de 1 GB com uma frequência de memória de 1.000 MHz (2.000 MHz efetivos). O desempenho estava no mesmo nível em comparação com o cartão de 512 MB. A HD 2900 XT introduziu muitas inovações. Foi o primeiro a implementar um PWM digital on board (7-phase PWM), primeiro a usar um conector PEG de 8 pinos, e foi a primeira placa gráfica da ATI a suportar DirectX 10.
A Radeon HD 2900 Pro foi menor com 600 MHz de núcleo e 800 MHz de memória (1.600 MHz efetivos), configurada com 512 MB de GDDR3 ou 1 GB de GDDR4. Houve rumores de que alguns dos modelos GDDR4 de 1 GB foram fabricados usando um cooler de 12" emprestado do protótipo HD 2900 XTX. O HD 2900 Pro tinha opções de interface de 256 bits e 512 bits para as versões de 512 MB do cartão. Alguns parceiros da AIB ofereceram um cooler preto e prata exclusivo para o modelo de 256 bits do Pro.
A Radeon HD 2900 GT era uma variante de 240 Stream Processor com a mesma freqüência do HD 2900 Pro, mas com 256 MB de memória de vídeo em uma interface de 256 bits.

## Produtos Mobile
Todas as séries Mobility Radeon HD 2000 compartilham o mesmo conjunto de recursos de suporte de suas contrapartes de desktop, bem como a adição dos recursos de economia de bateria do PowerPlay 7.0, que são aprimorados do PowerPlay 6.0 da geração anterior.
O Mobility Radeon HD 2300 é um produto econômico que inclui UVD em sílica, mas carece de arquitetura de shader unificada e suporte DirectX 10.0/SM 4.0, limitando o suporte a DirectX 9.0c/SM 3.0 usando a arquitetura mais tradicional da geração anterior. Uma variante de ponta, a Mobility Radeon HD 2700, com frequências de núcleo e memória mais altas do que a Mobility Radeon HD 2600, foi lançada em meados de dezembro de 2007.
A Mobility Radeon HD 2400 é oferecida em duas variantes de modelo; a HD 2400 padrão e a HD 2400 XT.
A Mobility Radeon HD 2600 também está disponível nas mesmas duas versões; o HD 2600 simples e, no topo da linha de mobilidade, o HD 2600 XT.
O tratamento de atualização de meia geração também foi aplicado a produtos móveis. Anunciado antes da CES 2008 foi a série Mobility Radeon HD 3000. Lançada no primeiro trimestre de 2008, a série Mobility Radeon HD 3000 consistia em duas famílias, a série Mobility Radeon HD 3400 e a série Mobility Radeon HD 3600. A série Mobility Radeon HD 3600 também apresentou a primeira implementação da indústria de memória GDDR4 integrada de 128 bits.
Entre o final de março e o início de abril de 2008, a AMD renovou a lista de IDs de dispositivos em seu site com a inclusão de Mobility Radeon HD 3850 X2 e Mobility Radeon HD 3870 X2 e seus respectivos IDs de dispositivos. Mais tarde, na Spring IDF 2008 realizada em Xangai, uma placa de desenvolvimento da Mobility Radeon HD 3870 X2 foi demonstrada ao lado de um sistema de demonstração da plataforma Centrino 2. A Mobility Radeon HD 3870 X2 foi baseada em duas GPUs M88 com a adição de um chip switch PCI Express em um único PCB. A placa de desenvolvimento utilizada para demonstração foi uma placa PCI Express 2.0 ×16, enquanto o produto final deverá ser em módulos AXIOM/MXM.

## Matriz de recursos do Radeon
A tabela a seguir mostra os recursos das GPUs da AMD / ATI (consulte também: Lista de unidades de processamento gráfico da AMD).
| Lançamento                   | 1986                        | 1991                       | Abril 1996                 | Março 1997                 | Agosto 1998                | Abril 2000                 | Agosto 2001                              | Setembro 2002                            | Maio 2004                                | Outubro 2005                             | Maio 2007                        | Novembro 2007                    | Junho 2008                       | Setembro 2009                                           | Outubro 2010                                                               | Janeiro 2012                                            | Setembro 2013 | Junho 2015 | Junho 2016, Abril 2017, Agosto 2019                                                                                  | Junho 2017, Fevereiro 2019                                                                                           | Julho 2019                                                                                          | Novembro 2020                                                                                       | Dezembro 2022                      |       |       |       |
| Nome de marketing            | Wonder                      | Mach                       | 3D Rage                    | Rage Pro                   | Rage 128                   | Radeon 7000                | Radeon 8000                              | Radeon 9000                              | Radeon X700/X800                         | Radeon X1000                             | Radeon HD 2000                   | Radeon HD 3000                   | Radeon HD 4000                   | Radeon HD 5000                                          | Radeon HD 6000                                                             | Radeon HD 7000                                          | Radeon 200 | Radeon 300 | Radeon 400/500/600                                                                                                   | Radeon RX Vega, Radeon VII                                                                                           | Radeon RX 5000                                                                                      | Radeon RX 6000                                                                                      | Radeon RX 7000                     |       |       |       |
| Suporte AMD                  | Terminou                    | Terminou                   | Terminou                   | Terminou                   | Terminou                   | Terminou                   | Terminou                                 | Terminou                                 | Terminou                                 | Terminou                                 | Terminou                         | Terminou                         | Terminou                         | Terminou                                                | Terminou                                                                   | Terminou                                                | Terminou | Terminou | Atual | Atual | Atual                                                                                               | Atual                                                                                               | Atual                              | Atual | Atual | Atual |
| Tipo                         | 2D                          | 2D                         | 3D                         | 3D                         | 3D                         | 3D                         | 3D                                       | 3D                                       | 3D                                       | 3D                                       | 3D                               | 3D                               | 3D                               | 3D                                                      | 3D                                                                         | 3D                                                      | 3D | 3D | 3D | 3D | 3D                                                                                                  | 3D                                                                                                  | 3D                                 |       |       |       |
| Conjunto de instruções       | Não conhecido publicamente  | Não conhecido publicamente | Não conhecido publicamente | Não conhecido publicamente | Não conhecido publicamente | Não conhecido publicamente | Não conhecido publicamente               | Não conhecido publicamente               | Não conhecido publicamente               | Não conhecido publicamente               | Conjunto de instruções TeraScale | Conjunto de instruções TeraScale | Conjunto de instruções TeraScale | Conjunto de instruções TeraScale                        | Conjunto de instruções TeraScale                                           | Conjunto de instruções GCN                              | Conjunto de instruções GCN                                                                                           | Conjunto de instruções GCN                                                                                           | Conjunto de instruções GCN                                                                                           | Conjunto de instruções GCN                                                                                           | Conjunto de instruções RDNA                                                                         | Conjunto de instruções RDNA                                                                         | Conjunto de instruções RDNA        |       |       |       |
| Microarquitetura             | Não conhecido publicamente  | Não conhecido publicamente | Não conhecido publicamente | Não conhecido publicamente | Não conhecido publicamente | Não conhecido publicamente | Não conhecido publicamente               | Não conhecido publicamente               | Não conhecido publicamente               | Não conhecido publicamente               | TeraScale 1 (VLIW)               | TeraScale 1 (VLIW)               | TeraScale 1 (VLIW)               | TeraScale 2 (VLIW5)                                     | \| TeraScale 2 (VLIW5) até 68xx \| TeraScale 3 (VLIW4) em 69xx [26][27] \| | GCN 1st gen                                             | GCN 2nd gen | GCN 3rd gen | GCN 4th gen | GCN 5th gen | RDNA                                                                                                | RDNA 2                                                                                              | RDNA 3                             |       |       |       |
| Tipo                         | Pipieline fixo              | Pipieline fixo             | Pipieline fixo             | Pipieline fixo             | Pipieline fixo             | Pipieline fixo             | Pipelies de pixel e vértice programáveis | Pipelies de pixel e vértice programáveis | Pipelies de pixel e vértice programáveis | Pipelies de pixel e vértice programáveis | Modelo de shader unificado       | Modelo de shader unificado       | Modelo de shader unificado       | Modelo de shader unificado                              | Modelo de shader unificado                                                 | Modelo de shader unificado                              | Modelo de shader unificado                                                                                           | Modelo de shader unificado                                                                                           | Modelo de shader unificado                                                                                           | Modelo de shader unificado                                                                                           | Modelo de shader unificado                                                                          | Modelo de shader unificado                                                                          | Modelo de shader unificado         |       |       |       |
| Direct3D                     | —                           | —                          | 5.0                        | 6.0                        | 6.0                        | 7.0                        | 8.1                                      | 9.0 11 (9_2)                             | 9.0b 11 (9_2)                            | 9.0c 11 (9_3)                            | 10.0 11 (10_0)                   | 10.1 11 (10_1)                   | 10.1 11 (10_1)                   | 11 (11_0)                                               | 11 (11_0)                                                                  | 11 (11_1) 12 (11_1)                                     | 11 (12_0) 12 (12_0)                                                                                                  | 11 (12_0) 12 (12_0)                                                                                                  | 11 (12_0) 12 (12_0)                                                                                                  | 11 (12_1) 12 (12_1)                                                                                                  | 11 (12_1) 12 (12_1)                                                                                 | 11 (12_1) 12 (12_2)                                                                                 | 11 (12_1) 12 (12_2)                |       |       |       |
| Modelo de shader             | —                           | —                          | —                          | —                          | —                          | —                          | 1.4                                      | 2.0+                                     | 2.0b                                     | 3.0                                      | 4.0                              | 4.1                              | 4.1                              | 5.0                                                     | 5.0                                                                        | 5.1                                                     | 5.1 6.5 | 5.1 6.5 | 5.1 6.5 | 6.7 | 6.7                                                                                                 | 6.7                                                                                                 | 6.7                                |       |       |       |
| OpenGL                       | —                           | —                          | —                          | 1.1                        | 1.2                        | 1.3                        | 1.3                                      | 2.1                                      | 2.1                                      | 2.1                                      | 3.3                              | 3.3                              | 3.3                              | 4.5 (no Linux: 4.5 (Mesa 3D 21.0))                      | 4.5 (no Linux: 4.5 (Mesa 3D 21.0))                                         | 4.6 (no Linux: 4.6 (Mesa 3D 20.0))                      | 4.6 (no Linux: 4.6 (Mesa 3D 20.0))                                                                                   | 4.6 (no Linux: 4.6 (Mesa 3D 20.0))                                                                                   | 4.6 (no Linux: 4.6 (Mesa 3D 20.0))                                                                                   | 4.6 (no Linux: 4.6 (Mesa 3D 20.0))                                                                                   | 4.6 (no Linux: 4.6 (Mesa 3D 20.0))                                                                  | 4.6 (no Linux: 4.6 (Mesa 3D 20.0))                                                                  | 4.6 (no Linux: 4.6 (Mesa 3D 20.0)) |       |       |       |
| Vulkan                       | —                           | —                          | —                          | —                          | —                          | —                          | —                                        | —                                        | —                                        | —                                        | —                                | —                                | —                                | —                                                       | —                                                                          | 1.0 (Win 7+ ou Mesa 17+)                                | 1.2 (Adrenalin 20.1.2, Linux Mesa 3D 20.0) 1.3 (GCN 4 e superior (com Adrenalin 22.1.2, Mesa 22.0))                  | 1.2 (Adrenalin 20.1.2, Linux Mesa 3D 20.0) 1.3 (GCN 4 e superior (com Adrenalin 22.1.2, Mesa 22.0))                  | 1.2 (Adrenalin 20.1.2, Linux Mesa 3D 20.0) 1.3 (GCN 4 e superior (com Adrenalin 22.1.2, Mesa 22.0))                  | 1.2 (Adrenalin 20.1.2, Linux Mesa 3D 20.0) 1.3 (GCN 4 e superior (com Adrenalin 22.1.2, Mesa 22.0))                  | 1.2 (Adrenalin 20.1.2, Linux Mesa 3D 20.0) 1.3 (GCN 4 e superior (com Adrenalin 22.1.2, Mesa 22.0)) | 1.2 (Adrenalin 20.1.2, Linux Mesa 3D 20.0) 1.3 (GCN 4 e superior (com Adrenalin 22.1.2, Mesa 22.0)) | 1.3                                |       |       |       |
| OpenCL                       | —                           | —                          | —                          | —                          | —                          | —                          | —                                        | —                                        | —                                        | —                                        | Close to Metal                   | Close to Metal                   | 1.1 (sem suporte Mesa 3D)        | 1.2 (no Linux: 1.1 (sem suporte de imagem) com Mesa 3D) | 1.2 (no Linux: 1.1 (sem suporte de imagem) com Mesa 3D)                    | 1.2 (no Linux: 1.1 (sem suporte de imagem) com Mesa 3D) | 2.0 (Adrenalin driver no Win7+) (no Linux: 1.1 (sem suporte de imagem) com Mesa 3D, 2.0 com drivers AMD ou AMD ROCm) | 2.0 (Adrenalin driver no Win7+) (no Linux: 1.1 (sem suporte de imagem) com Mesa 3D, 2.0 com drivers AMD ou AMD ROCm) | 2.0 (Adrenalin driver no Win7+) (no Linux: 1.1 (sem suporte de imagem) com Mesa 3D, 2.0 com drivers AMD ou AMD ROCm) | 2.0 (Adrenalin driver no Win7+) (no Linux: 1.1 (sem suporte de imagem) com Mesa 3D, 2.0 com drivers AMD ou AMD ROCm) | 2.0                                                                                                 | 2.1                                                                                                 | ?                                  |       |       |       |
| HSA / ROCm                   | —                           | —                          | —                          | —                          | —                          | —                          | —                                        | —                                        | —                                        | —                                        | —                                | —                                | —                                | —                                                       | —                                                                          | Yes                                                     | Yes | Yes | Yes | Yes | ?                                                                                                   | ?                                                                                                   | ?                                  |       |       |       |
| Decodificação de vídeo ASIC  | —                           | —                          | —                          | —                          | —                          | —                          | —                                        | —                                        | —                                        | —                                        | Avivo/UVD                        | UVD+                             | UVD 2                            | UVD 2.2                                                 | UVD 3                                                                      | UVD 4                                                   | UVD 4.2 | UVD 5.0 ou 6.0 | UVD 6.3 | UVD 7 | VCN 2.0                                                                                             | VCN 3.0                                                                                             | ?                                  |       |       |       |
| Codificação de vídeo ASIC    | —                           | —                          | —                          | —                          | —                          | —                          | —                                        | —                                        | —                                        | —                                        | —                                | —                                | —                                | —                                                       | —                                                                          | VCE 1.0                                                 | VCE 2.0 | VCE 3.0 or 3.1 | VCE 3.4 | VCE 4.0 | VCN 2.0                                                                                             | VCN 3.0                                                                                             | ?                                  |       |       |       |
| Fluid Motion ASIC            | Não                         | Não                        | Não                        | Não                        | Não                        | Não                        | Não                                      | Não                                      | Não                                      | Não                                      | Não                              | Não                              | Não                              | Não                                                     | Não                                                                        | Não                                                     | Yes | Yes | Yes | Yes | Não                                                                                                 | Não                                                                                                 | ?                                  |       |       |       |
| Economia de energia          | ?                           | ?                          | ?                          | ?                          | ?                          | ?                          | ?                                        | ?                                        | ?                                        | ?                                        | PowerPlay                        | PowerPlay                        | PowerPlay                        | PowerPlay                                               | PowerTune                                                                  | PowerTune & ZeroCore Power                              | PowerTune & ZeroCore Power                                                                                           | PowerTune & ZeroCore Power                                                                                           | PowerTune & ZeroCore Power                                                                                           | PowerTune & ZeroCore Power                                                                                           | ?                                                                                                   | ?                                                                                                   | ?                                  |       |       |       |
| TrueAudio                    | —                           | —                          | —                          | —                          | —                          | —                          | —                                        | —                                        | —                                        | —                                        | —                                | —                                | —                                | —                                                       | —                                                                          | —                                                       | Através de DSP dedicado                                                                                              | Através de DSP dedicado                                                                                              | Através de shaders                                                                                                   | Através de shaders                                                                                                   | Através de shaders                                                                                  | ?                                                                                                   | ?                                  |       |       |       |
| FreeSync                     | —                           | —                          | —                          | —                          | —                          | —                          | —                                        | —                                        | —                                        | —                                        | —                                | —                                | —                                | —                                                       | —                                                                          | —                                                       | 1 2 | 1 2 | 1 2 | 1 2 | 1 2                                                                                                 | 1 2                                                                                                 | ?                                  |       |       |       |
| HDCP                         | ?                           | ?                          | ?                          | ?                          | ?                          | ?                          | ?                                        | ?                                        | ?                                        | ?                                        | ?                                | ?                                | ?                                | ?                                                       | ?                                                                          | ?                                                       | 1.4 | 1.4 | 2.2 | 2.2 | 2.3                                                                                                 | 2.3                                                                                                 | 2.3                                |       |       |       |
| PlayReady                    | —                           | —                          | —                          | —                          | —                          | —                          | —                                        | —                                        | —                                        | —                                        | —                                | —                                | —                                | —                                                       | —                                                                          | —                                                       | — | — | 3.0 | Não | 3.0                                                                                                 | ?                                                                                                   | ?                                  |       |       |       |
| Exibições suportadas         |                             |                            |                            |                            |                            | 1–2                        | 2                                        | 2                                        | 2                                        | 2                                        | 2                                | 2                                | 2                                | 2–6                                                     | 2–6                                                                        | 2–6                                                     | 2–6 | 2–6 | 2–6 | 2–6 | ?                                                                                                   | ?                                                                                                   | ?                                  |       |       |       |
| Máx. resolução               | ?                           | ?                          | ?                          | ?                          | ?                          | ?                          | ?                                        | ?                                        | ?                                        | ?                                        | ?                                | ?                                | ?                                | 2–6 × 2560×1600                                         | 2–6 × 2560×1600                                                            | 2–6 × 4096×2160 @ 30 Hz                                 | 2–6 × 4096×2160 @ 30 Hz                                                                                              | 2–6 × 4096×2160 @ 30 Hz                                                                                              | 2–6 × 5120×2880 @ 60 Hz                                                                                              | 3 × 7680×4320 @ 60 Hz                                                                                                | 7680×4320 @ 60 Hz PowerColor                                                                        | 7680×4320 @ 60 Hz PowerColor                                                                        | ?                                  |       |       |       |
| /drm/radeon                  |                             |                            |                            |                            |                            | Yes                        | Yes                                      | Yes                                      | Yes                                      | Yes                                      | Yes                              | Yes                              | Yes                              | Yes                                                     | Yes                                                                        | Yes                                                     | Yes | — | — | — | —                                                                                                   | —                                                                                                   | ?                                  |       |       |       |
| /drm/amdgpu                  | —                           | —                          | —                          | —                          | —                          | —                          | —                                        | —                                        | —                                        | —                                        | —                                | —                                | —                                | —                                                       | —                                                                          | Experimental                                            | Experimental | Yes | Yes | Yes | Yes                                                                                                 | Yes                                                                                                 | ?                                  |       |       |       |
| TeraScale 2 (VLIW5) até 68xx | TeraScale 3 (VLIW4) em 69xx |                            |                            |                            |                            |                            |                                          |                                          |                                          |                                          |                                  |                                  |                                  |                                                         |                                                                            |                                                         | | | | | | |                                    |       |       |       |

1. ↑   A série Radeon 100 possui sombreadores de pixel programáveis, mas não é totalmente compatível com DirectX 8 ou Pixel Shader 1.0. Veja o artigo sobre Pixel shaders do R100.
2. ↑  Os cartões baseados em R300, R400 e R500 não são totalmente compatíveis com OpenGL 2+, pois o hardware não oferece suporte a todos os tipos de texturas não-potência de dois (NPOT).
3. ↑  A conformidade com OpenGL 4+ requer suporte a shaders FP64 e estes são emulados em alguns chips TeraScale usando hardware de 32 bits.
4. 1 2 3  O UVD e o VCE foram substituídos pelo Video Core Next (VCN) ASIC na APU Raven Ridge do Vega.
5. ↑  Processamento de vídeo ASIC para técnica de interpolação de taxa de quadros de vídeo. No Windows funciona como um filtro DirectShow no seu player. No Linux, não há suporte por parte dos drivers e/ou da comunidade.
6. 1 2  Para reproduzir conteúdo de vídeo protegido, também é necessário suporte a cartão, sistema operacional, driver e aplicativo. Um monitor HDCP compatível também é necessário para isso. O HDCP é obrigatório para a saída de certos formatos de áudio, colocando restrições adicionais na configuração de multimídia.
7. ↑  Mais monitores podem ser suportados com conexões DisplayPort nativas ou dividindo a resolução máxima entre vários monitores com conversores ativos.
8. 1 2  DRM (Direct Rendering Manager) é um componente do kernel do Linux. AMDgpu é o módulo do kernel do Linux. O suporte nesta tabela refere-se à versão mais atual.

## Drivers de dispositivos gráficos

### Driver de dispositivo gráfico proprietário da AMD "Catalyst"
O AMD Catalyst está sendo desenvolvido para Microsoft Windows e Linux. A partir de julho de 2014, outros sistemas operacionais não são oficialmente suportados. Isso pode ser diferente para a marca AMD FirePro, que é baseada em hardware idêntico, mas apresenta drivers de dispositivos gráficos certificados pela OpenGL.
O AMD Catalyst suporta, é claro, todos os recursos anunciados para a marca Radeon.

#### Microsoft Windows
O problema da ferramenta Purple Pill, que poderia permitir que drivers não assinados fossem carregados no Windows Vista e adulterassem o kernel do sistema operacional, foi resolvido no lançamento do Catalyst 7.8 (versão 8.401). O conversor de vídeo AVIVO para Windows Vista, e temperatura de cor no Catalyst Control Center foram adicionados com o lançamento do Catalyst 7.9, pacote versão 8.411. Software CrossFire foi habilitado para placas de vídeo das séries HD 2600 e HD 2400 com o lançamento do Catalyst 7.10 (versão do pacote 8.421).
O Catalyst 8.1, versão do pacote 8.451, suporta a tecnologia MultiView para renderização OpenGL acelerada na configuração de várias placas de vídeo (CrossFire). O driver também permite configurações CrossFire para placas de vídeo Radeon HD 3850 e HD 3870.
O Catalyst 8.3 é descrito pela AMD como um marco,[carece de fontes?] suportando DirectX 10.1, tecnologia ATI CrossFire X e permitindo a mistura de diferentes placas de vídeo da série Radeon HD 3800 para formar uma configuração CrossFire X com 2 a 4 GPUs. O Catalyst 8.3 introduziu novos controles de vídeo para aprimorar ainda mais a qualidade de reprodução de vídeo, esses controles incluem aprimoramento de borda e configurações de redução de ruído. Há também o suporte para área de trabalho estendida no modo CrossFire X. O suporte anti-aliasing para Unreal Engine 3.0 em jogos DirectX 9.0, suporte para filtros CFAA (tenda ampla e tenda de caixa) a serem ativados quando o Super AA estiver ativado e outros recursos como suporte ao desenvolvedor para tesselação de superfície de hardware, dimensionamento de LCD de proporção ampla acelerada por hardware, suporte HydraVision para Windows Vista permitindo adicionar no máximo 9 desktops virtuais e o novo cliente Folding@home também são oficialmente suportados nesta versão.
O Catalyst 8.5, pacote versão 8.493[carece de fontes?] trouxe novos recursos, incluindo vídeo componente com resoluções 480i e 480p, suporte para saída SECAM TV, modo personalizado HDTV 1080p via HDMI, suporte 1080p24 (resolução 1080p a 24 Hz), áudio HDMI para Modos de TV (CEA 861b), suporte para anti-aliasing adaptável (e posterior, no Catalyst 8.6, também suporte para filtros personalizados[carece de fontes?]) em OpenGL, suporte para Windows XP SP3 e aprimoramentos do utilitário de desinstalação. O driver também inclui melhorias de desempenho e corrige alguns problemas de instabilidade e problemas de renderização em alguns jogos.
A série Radeon HD 2000 foi transferida para suporte legado, onde os drivers serão atualizados apenas para corrigir bugs em vez de serem otimizados para novos aplicativos.
Os drivers Catalyst atuais não suportam as versões AGP das placas da série Radeon HD 2000/3000 com ponte RIALTO. A instalação de drivers Catalyst nessas placas produzirá a seguinte mensagem de erro: "a instalação não encontrou um driver compatível com seu hardware ou sistema operacional atual". ou simplesmente falhar completamente. As placas AGP em questão são suportadas não oficialmente pela ATI/AMD com um driver Catalyst hot-fixed definido a cada mês desde maio de 2008 com o hotfix Catalyst 8.5. Seus IDs de fornecedores PCI estão listados abaixo:
| Núcleo da GPU | Produtos           | ID do dispositivo PCI |
| ------------- | ------------------ | --------------------- |
| RV610         | Radeon HD 2400 Pro | 94C4                  |
| RV630         | Radeon HD 2600 Pro | 9587                  |
| RV630         | Radeon HD 2600 XT  | 9586                  |

### Driver de dispositivo gráfico gratuito e de código aberto "Radeon"
Os drivers gratuitos e de código aberto são desenvolvidos principalmente no Linux e para Linux, mas também foram portados para outros sistemas operacionais. Cada driver é composto por cinco partes:
1. Componente do kernel do Linux Direct Rendering Manager (DRM)
2. Driver KMS do componente do kernel do Linux: basicamente o driver de dispositivo para o controlador de exibição de vídeo
3. componente de espaço do usuário libDRM
4. componente de espaço do usuário no Mesa 3D;
5. um driver de dispositivo gráfico 2D especial e distinto para o X.Org Server, que finalmente será substituído pelo Glamor

O driver gráfico "Radeon" gratuito e de código aberto suporta a maioria dos recursos implementados na linha de GPUs Radeon.

#### Lieberação de documentação
Os drivers de dispositivos gráficos "Radeon" gratuitos e de código aberto não são de engenharia reversa, mas baseados na documentação lançada pela AMD.
A documentação inicial do registro e o código do analisador para executar as rotinas ROM do AtomBIOS foram lançados em setembro de 2007. O guia Arquitetura do conjunto de instruções da família R600 foi lançado em 11 de junho de 2008. Código de amostra e cabeçalhos de registro para os mecanismos 3D R600 e R700 foram lançados em dezembro de 2008. A AMD lançou as especificações para as famílias r6xx e r7xx em 26 de janeiro de 2009.